# Christoph Wilhelm Wohlien
Pour les autres membres de la famille, voir Wohlien.
Christoph Wilhelm Wohlien, né le 3 mars 1811 à Hambourg et mort le 9 mai 1869  à Altona) est un peintre et lithographe allemand.

## Biographie
Fils du facteur d'orgue Johann Heinrich Wohlien, il fait partie de la famille hambourgeoise Wohlien, fabricante d'orgues. Il est élève de Friedrich Carl Gröger, tout comme Carl Gottfried Eybe (de), avec qui il partage une longue amitié.